# ブジェク
ブジェク (ポーランド語: Brzeg [bʐɛk] ( 音声ファイル)、ドイツ語: Brieg）は、ポーランド南西部の都市。1950 年からはオポレ県の都市。2021年の統計では、人口は3万4778人である。

## 主な見どころ
- ブジェク城
- ブジェク市役所
- 聖ニコラオス聖堂
- 聖十字聖堂

## スポーツ
- KS Cukierki Odra Brzeg - 女子バスケットボールクラブ

## 姉妹都市
- ドイツ・ゴスラー
- チェコ・ベロウン
- フランス・ブール＝カン＝ブレス

## ギャラリー

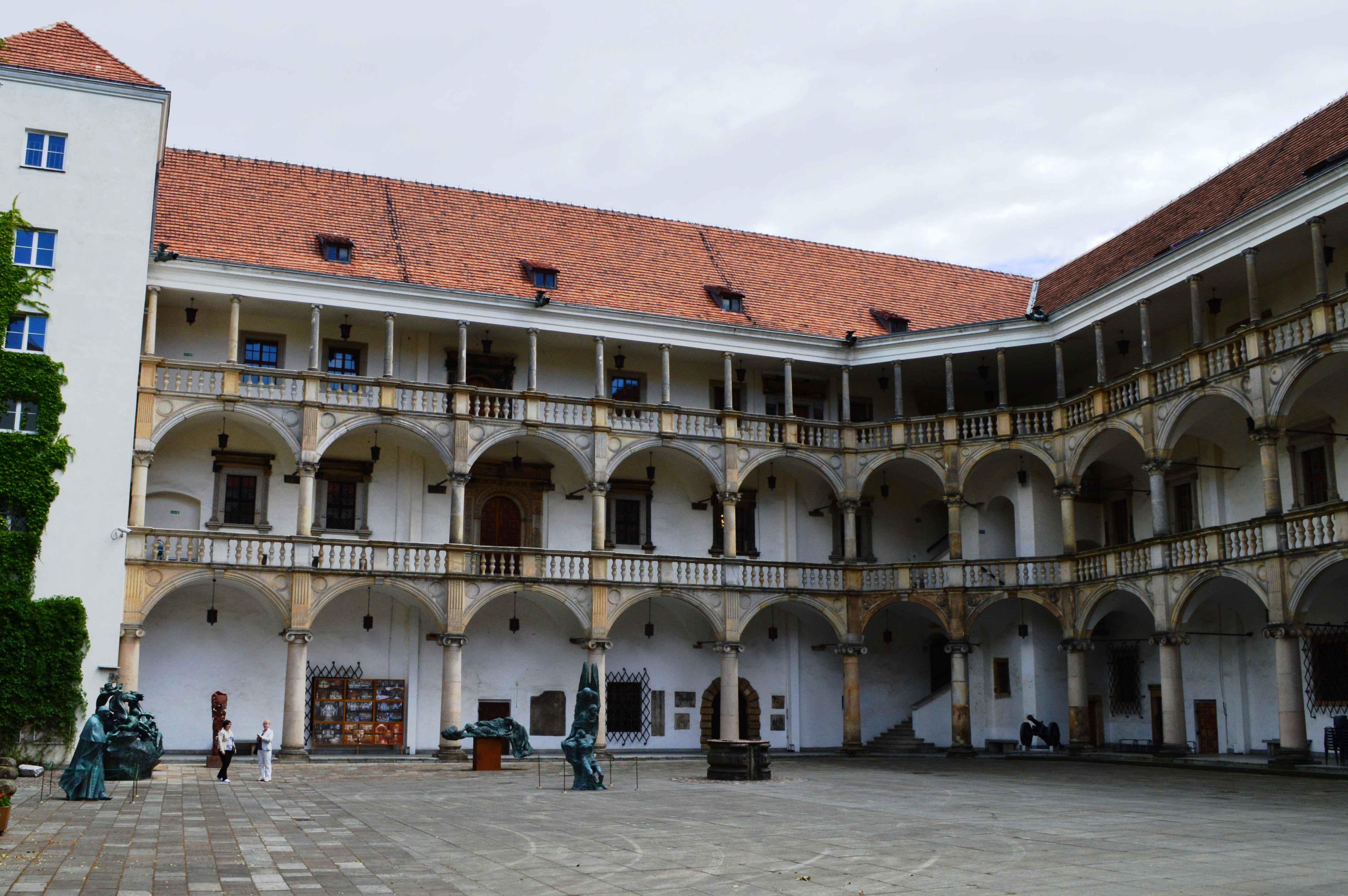
ブジェク城
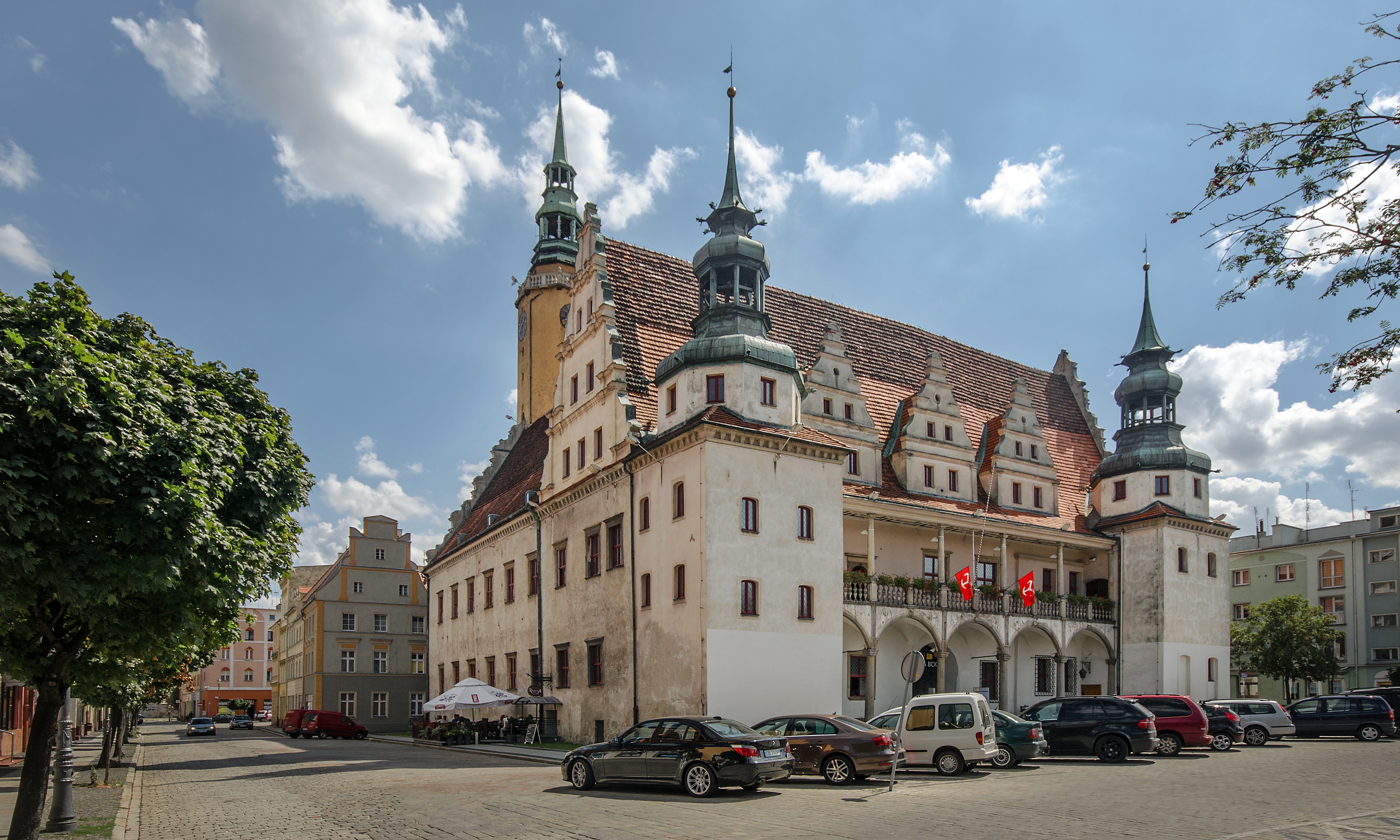
ブジェク市役所
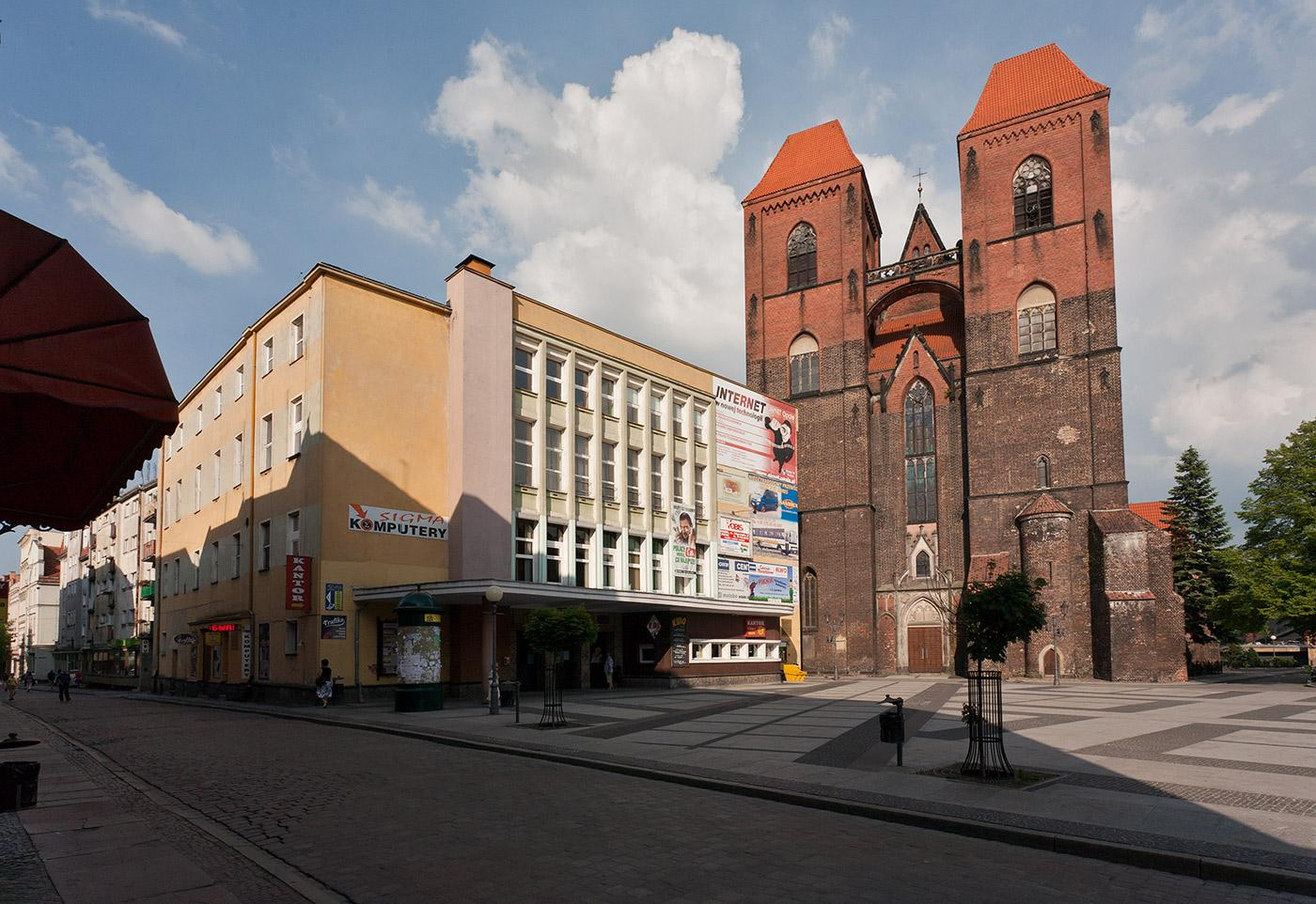
14-15世紀のルートヴィヒ1世時代の聖ニコラオス聖堂（右・登録記念物）と1926年建築のブジェク市文化会館（Karl Lüdecke設計）。
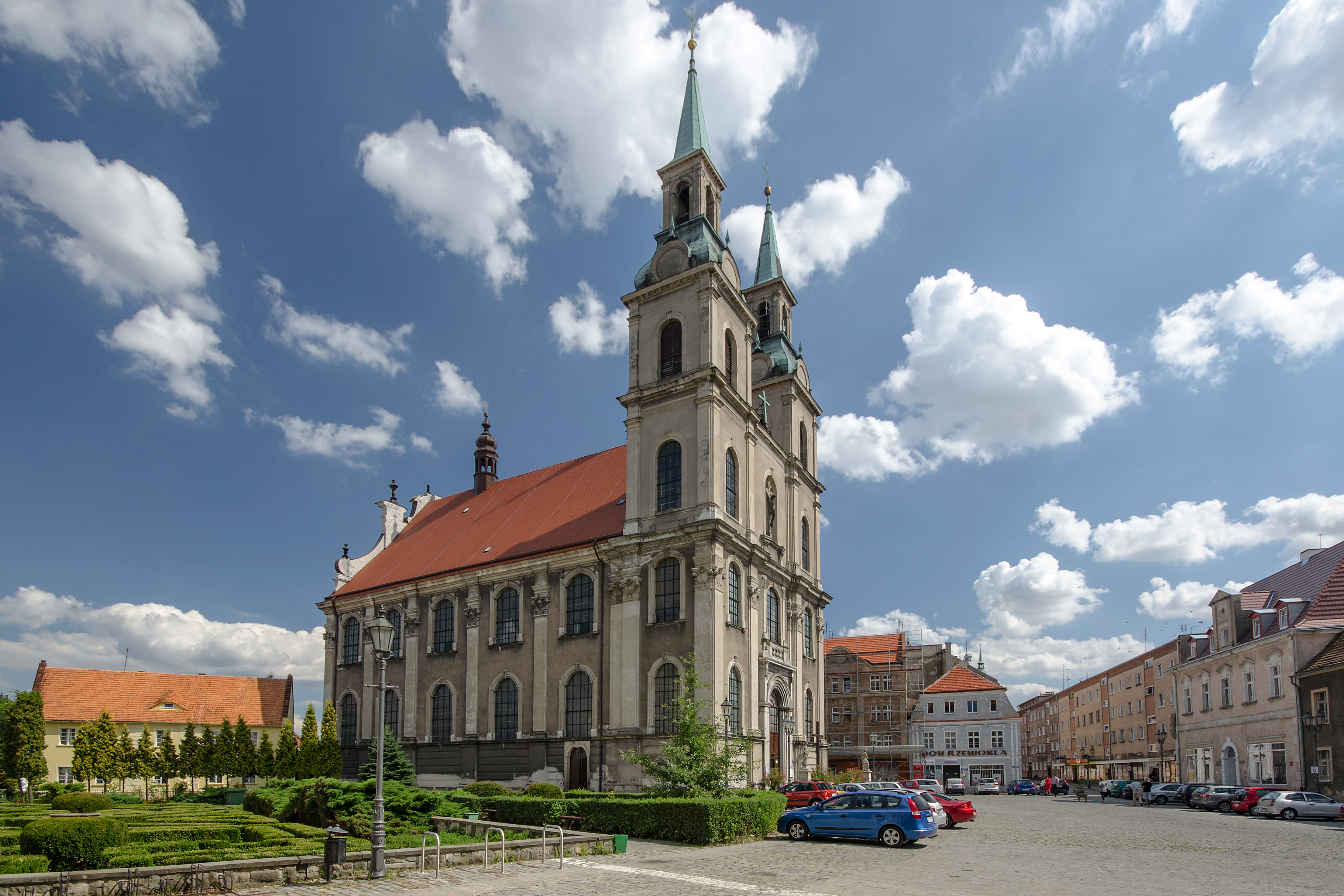
聖十字聖堂